# 400 mètres féminin aux Jeux olympiques d'été de 1980 (athlétisme)
Navigation
Montréal 1976 Los Angeles 1984
L'épreuve du 400 mètres féminin aux Jeux olympiques de 1980 s'est déroulée du 25 au 28 juillet 1980 au Stade Loujniki de Moscou, en URSS. Elle est remportée par l'Est-allemande Marita Koch qui établit un nouveau record olympique en 48 s 88.

## Résultats

### Finale
| Rang               | Athlète               | Pays               | Temps   | Notes |
| ------------------ | --------------------- | ------------------ | ------- | ----- |
| Médaille d'or      | Marita Koch           | Allemagne de l'Est | 48 s 88 | OR    |
| Médaille d'argent  | Jarmila Kratochvilova | Tchécoslovaquie    | 49 s 46 |       |
| Médaille de bronze | Christina Lathan      | Allemagne de l'Est | 49 s 66 |       |
| 4                  | Irina Nazarova        | Union soviétique   | 50 s 07 |       |
| 5                  | Nina Zyuskova         | Union soviétique   | 50 s 17 |       |
| 6                  | Gabriele Löwe         | Allemagne de l'Est | 51 s 33 |       |
| 7                  | Pirjo Häggman         | Finlande           | 51 s 35 |       |
| 8                  | Linsey MacDonald      | Royaume-Uni        | 52 s 40 |       |

## Légende
Records et Performances
- AR : Record continental (area record)
- CR : Record des championnats (championship record)
- MR : Record du meeting (meet record)
- NR : Record national (national record)
- OR : Record olympique (olympic record)
- PR : Record paralympique (paralympic record)
- PB : Record personnel (personal best)
- SB : Meilleure performance personnelle de la saison (season's best)
- WL : Meilleure performance mondiale de l'année (world leader)
- WJR : Record du monde junior (world junior record)
- WR : Record du monde (world record)

Circonstances et Conditions
- DNF : N'a pas terminé (did not finish)
- DNS : N'a pas pris le départ (did not start)
- DQ : Disqualification (disqualification)
- NM : Aucun essai valable enregistré (No Mark)
- Q : Qualifié « directement » au prochain tour (ou à la prochaine compétition), lors d'une compétition majeure, grâce au classement ou à la réalisation des minima (automatic qualifier)
- q : Qualifié au prochain tour (ou à la prochaine compétition), lors d'une compétition majeure, grâce au repêchage ou à la réalisation de l'une des meilleures performances parmi celles des « non qualifiés directement » (grâce au meilleur temps ou à la meilleure distance par exemple) (secondary qualifier)